# Aeroportul Port-de-Paix
Aeroportul Port-de-Paix (IATA: PAX, ICAO: MTPX) este un aeroport din Port-de-Paix Arrondissement⁠(d), Nord-Ouest⁠(d), Haiti ce deservește zona Port-de-Paix. A fost numit după zona deservită.
Situat la o altitudine de 3 m, aeroportul dispune de o singură pistă.